# Chapter II – Legacy
Chapter II – Legacy ist das zweite Studioalbum der multinationalen Symphonic-Metal-Band Ad Infinitum.

## Entstehungsgeschichte
Da die Band ihr Debütalbum Chapter I: Monarchy zu Beginn der Covid-19-Pandemie veröffentlichen musste, war sie gezwungen auf Liveauftritte zu verzichten. Stattdessen begann Hauptsongwriterin Melissa Bonny mit dem Songwriting für ein zweites Album. Währenddessen gründete Bonny, gemeinsam mit Hans Platz und Jenny Diehl von Feuerschwanz und Morten Løwe Sørensen von Amaranthe außerdem die Band The Dark Side of the Moon, welche bisher ausschließlich ein Cover des Game-of-Thrones-Soundtracks Jenny of Oldstones veröffentlichte.
Am 26. August 2021 erschien dann die erste Singleauskopplung des Albums, Unstoppable, die auch ein Musikvideo beinhaltete. Nachdem am 29. September Afterlife mit dem Amaranthe-Sänger Nils Molin und am 26. Oktober Animals folgten, wurde am 29. Oktober schließlich Chapter II – Legacy veröffentlicht.
Aufgenommen wurde das Album, ebenfalls auf Grund der Covid-19-Pandemie, überwiegend in den Heimstudios der Band. Diesmal hat sich die Band außerdem dazu entschlossen, das Album selbst zu produzieren und auf jeglichen Einfluss eines Produzenten während des Schreibprozesses zu verzichten. Stattdessen hat sich das Quartett mit Orchestrator Elias Holmlid und Jacob Hansen (Volbeat, Epica, Amaranthe) zusammengetan. Letzterer ist außerdem verantwortlich für Vocal Recordings, Mix, Post-Production und Mastering.

„Da wir vier dieses Mal alle zusammengearbeitet haben, haben wir gesagt, wir wollen auf unsere Fähigkeiten vertrauen. Wir wollten sehen, ob wir ein ganzes Album allein produzieren können. Ein Produzent gibt dir eine gewisse Sicherheit. Er hat alles im Blick. Ein Produzent führt dich. So sehr wir unser erstes Album lieben, einige Dinge waren sehr nach Schema F. Wir wollten uns selbst beweisen: Wir können das allein. Diese totale Freiheit, die du dann hast, ist ein gutes Gefühl. Wir wollten dieses Album komplett zu unserem machen. Das Gefühl haben, die Band hat das zusammen geschaffen.“

Am Tag der Albumveröffentlichung spielten Ad Infinitum eine Release Show im Z7 in Pratteln in der Schweiz. Diese wurde von Dust in Mind und Illumshade unterstützt.

## Stil und Kritiken
| Professionelle Bewertungen | Professionelle Bewertungen |
| -------------------------- | -------------------------- |
| Kritiken                   |                            |
| Quelle                     | Bewertung                  |
| Metal Hammer               | [ 12 ]                     |
| Metal.de                   | [ 13 ]                     |
| Metal1.info                | [ 14 ]                     |

Stilistisch bleibt die Band nah an ihrem Debütalbum und verwenden weiterhin „hochmelodische, cinematische“ Orchestereinlagen. Weiterentwickelt habe sie sich laut einem Großteil der Kritiker jedoch trotzdem. Musikalisch schwanke das Album zwischen Melodic Rock, Alternative Metal und einer Mischung aus Power- und Symphonic-Metal. Teilweise würden jedoch auch Einflüsse aus dem Metalcore deutlich.
Das Album wurde von der Presse überwiegend positiv wahrgenommen. Mit dem Album könne Ad Infinitum laut Florian Blumann, der das Album für den Metal Hammer bewertete, mit deutschen Genrevertretern wie Beyond the Black gleichziehen. Vor allem lobte er Bonnys Gesang, der zwischen Screams, Growls und Klargesang wechsle und auch von Stefan Popp für das Metal1.info-Magazin positiv hervorgehoben wurde. Bonny visiere die Spitzenklasse der außergewöhnlichen Metalsängerinnen an und sei das Aushängeschild der Band. Des Weiteren lobte Popp die Eigenständigkeit der Band; die Songs seien reifer und würden über den „Symphonischen Tellerrand“ hinausblicken.

## Titelliste
| Nr. | Titel                        | Länge |
| --- | ---------------------------- | ----- |
| 1.  | Reinvented                   | 03:22 |
| 2.  | Unstoppable                  | 04:13 |
| 3.  | Inferno                      | 03:56 |
| 4.  | Your Enemy                   | 03:51 |
| 5.  | Afterlife (feat. Nils Molin) | 03:35 |
| 6.  | Breathe                      | 03:08 |
| 7.  | Animals                      | 03:43 |
| 8.  | Into the Night               | 03:04 |
| 9.  | Son of Wallachia             | 03:59 |
| 10. | My Justice, Your Pain        | 04:10 |
| 11. | Haunted                      | 03:36 |
| 12. | Lullaby                      | 03:56 |